# Barbara Haeger

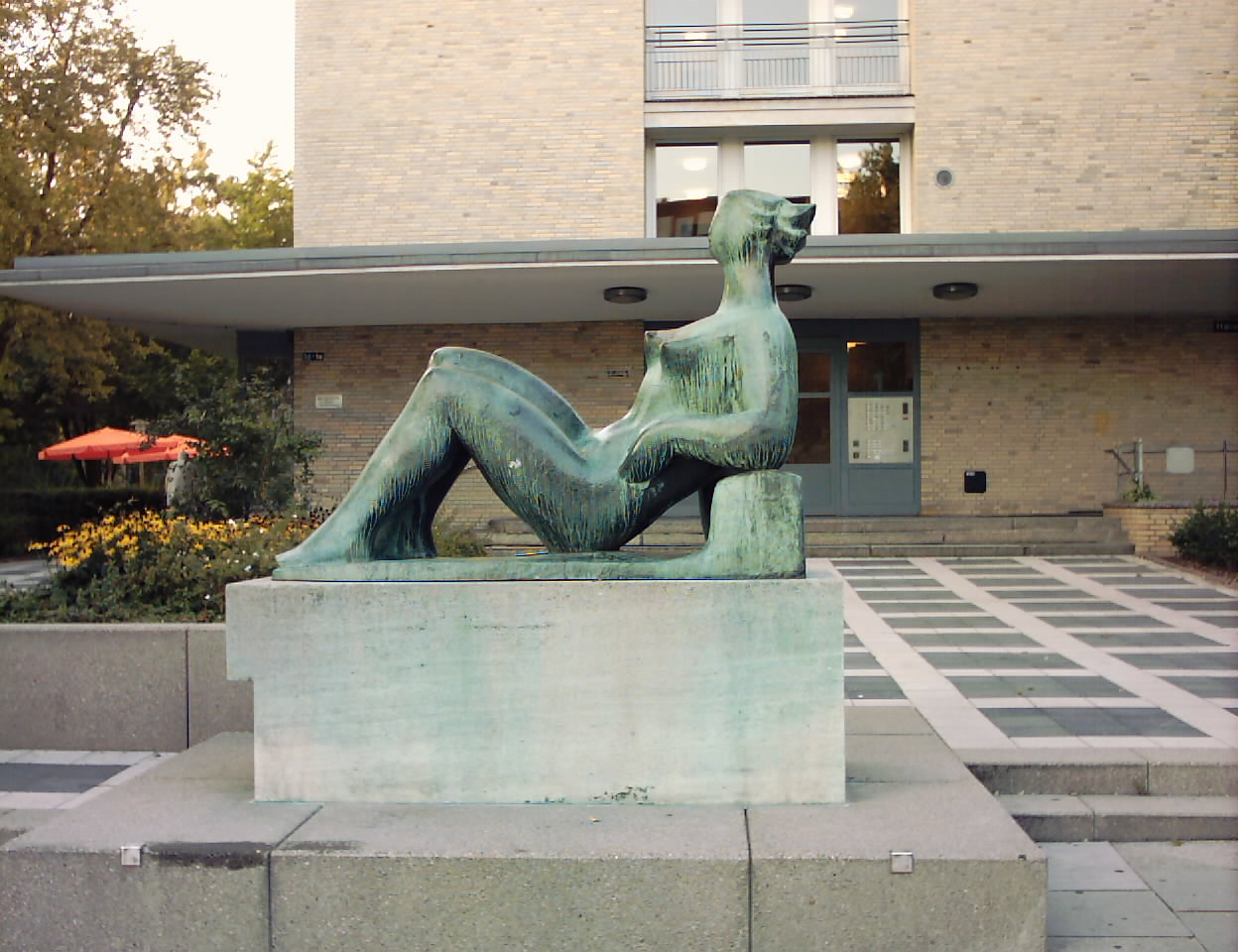
Große Liegende von Barbara Haeger, 1956, Hamburg, Grindelhochhäuser

Barbara Haeger (* 26. November 1919 in Loslau; † Juni 2004 in Hamburg) war eine deutsche Bildhauerin, Malerin, Grafikerin und Dichterin.

## Leben
Barbara Heger studierte Bildhauerei  1938–1939 an der Städelschule in Frankfurt am Main, 1939–1941 an der Akademie Dresden, 1941–1943 an der Kunstakademie Berlin und 1948–1949 an der Landeskunstschule Hamburg bei Edwin Scharff; dort zusammen mit Ursula Querner und Maria Pirwitz. Ab 1953 hatte sie ihr Atelier in Hamburg, ab 1965 in Paris, ab 1970 in New York und ab 1980 wieder in Hamburg.
Sie stellte u. a. in Hamburg, München, Paris, London, New York, Mexiko, Santa Cruz und Dar es Salaam aus. Bronzeplastiken von Barbara Haeger stehen unter anderem in Hamburg bei den Grindelhochhäusern, am Mahnmal Ehemalige Hauptkirche St. Nikolai und im Christianeum.
In ihrer künstlerischen Entwicklung nahm sie Abstand davon, Bronzefiguren vor den Häusern des Wiederaufbaus aufzustellen und Betonwände in der Architektur einer prosperierenden Gesellschaft errichten zu wollen. Ende der 1950er Jahre löste sie sich offenbar unter dem Eindruck von Henry Moore von der figürlichen Realität und begann die menschlichen Körperformen zu abstrahieren. Nach 1970 arbeitete Barbara Haeger in New York mit Plexiglas, Metall und gefundenen Objekten. Ihr Schmuck wurde in der Modezeitschrift Vogue und in mehreren Kunstmagazinen New Yorks besprochen. Sie befasste sich thematisch ab 1980 zunehmend mit der Zerstörung der Menschengestalt, der Menschenwürde, der Vernichtung, als dem großen Thema des 20. Jahrhunderts, welche sie als „Zerstörung der Form“ künstlerisch umsetzte. Als Material wählte sie Epoxidharz, welches auf ein Metallgerüst aufgebracht wurde. Zwischen 1965 und 1995 entstanden so etwa fünfzig Skulpturen von teilweise bizarrer Form und raumfüllendem Ausmaß.
Haeger unternahm ausgedehnte Studienreisen in den Vorderen Orient, nach Marokko, Israel, Mittel- und Lateinamerika sowie nach Afrika. Sie hat mehrere Jahre in Paris, New York, Bolivien und Mexiko gelebt und gearbeitet und gab Workshops zur Bildhauerei.

## Werke (Auswahl)
- Weibliche Gestalt, 1953, Bronze, entstanden zur IGA 1953 im Bürgerpark Planten un Blomen / Bürgergärten, Marseiller Str. 7, 20355 Hamburg-St. Pauli[2][4].
 Siehe: Bronzeplastik (laut Plakette vor Ort am Skulpturensockel), Weibliche Gestalt (laut Zabel S. 23, Nr. 95), Weibliche Gestalt (laut Plagemann S. 136, 1997), Stehende (laut Rump S. 168, 2013).
- Sitzende, 1954, Bronze, Alter Teichweg, Hamburg-Dulsberg[3][5]
- Große Liegende, 1956, Bronze, Grindelhochhäuser, Grindelberg / Hallerstraße, 20146 Hamburg-Harvestehude[2][4][5]
- Zwei Frauen, 1956, Reliefplastik im Treppenhaus der Schule Anna-Susanna-Stieg in Hamburg-Schnelsen[4]
- Kleine Stehende, 1957, Bronze, Ladenzentrum an der Denickestraße in Hamburg-Harburg[4]
- Weiblicher Akt, 1957, Bronze, Lüttkamp / Elbgaustraße, 22547 Hamburg-Lurup[2][4]
- Weiblicher Engel, 1960, Bronze, seit 1972 ehemalige Hauptkirche St. Nikolai, Hamburg[2][4][5]
- Sphinxe, 1960, Stein, Merkenstrasse/Möllner Landstraße, Hamburg[4]
- Liegende, 1961, vor der Grundschule Molkenbuhrstraße in Hamburg-Stellingen[4]
- Ohne Titel, 1963, Bronze, Bibliothekshof, Fachbereich Chemie der Universität Hamburg, Martin-Luther-King-Platz 6, 20146 Hamburg-Rotherbaum[2]
- Stelen, 1964, Schöneberger Straße, Hamburg-Rahlstedt[4]
- Liegende, 1964, Bronze, Martinistraße, Universitätsklinikum Hamburg-Eppendorf[3]
- Ornamente, 1964, Beton, am Chemischen Institut der Universität Hamburg[3]
- Ornamente, 1964, Beton, Eingänge der Straßenunterführung Glockengießerwall, Hamburg[3]
- Abstraktes Objekt, 1966, Bronze, Wiebischenkamp, Hamburg[4]
- Große Liegende, 1967, Bronze, Universitätsklinikum Hamburg-Eppendorf neben der Psychiatrischen Klinik, Martinistraße 52, 20251 Hamburg-Eppendorf[2][4]
- Große Stehende, 1968, Stein, Universitätsklinikum Hamburg-Eppendorf, Martinistraße 52, 20251 Hamburg-Eppendorf[2][4]
- Große Knieende, seit 2004 Innenhof des Christianeums in Hamburg-Othmarschen[5]

Barbara Haeger beschäftigte sich auch schriftstellerisch.
- Mein schwarzer Bruder. Neuer Verlag Bernhard Bruscha, Tübingen 1980, ISBN 3-88233-107-0.
- Africa on her schedule is written a change. African Universities Press, Pigrim Books Ltd., Ibadan, Nigeria 1981.
- Ein Hund heult gegen die Nacht. P. Kivouvou Verlag – Editions Bantous, Brazzaville / Heidelberg 1982, ISBN 3-88827-004-9.

### Galerie, Arbeiten von Barbara Haeger

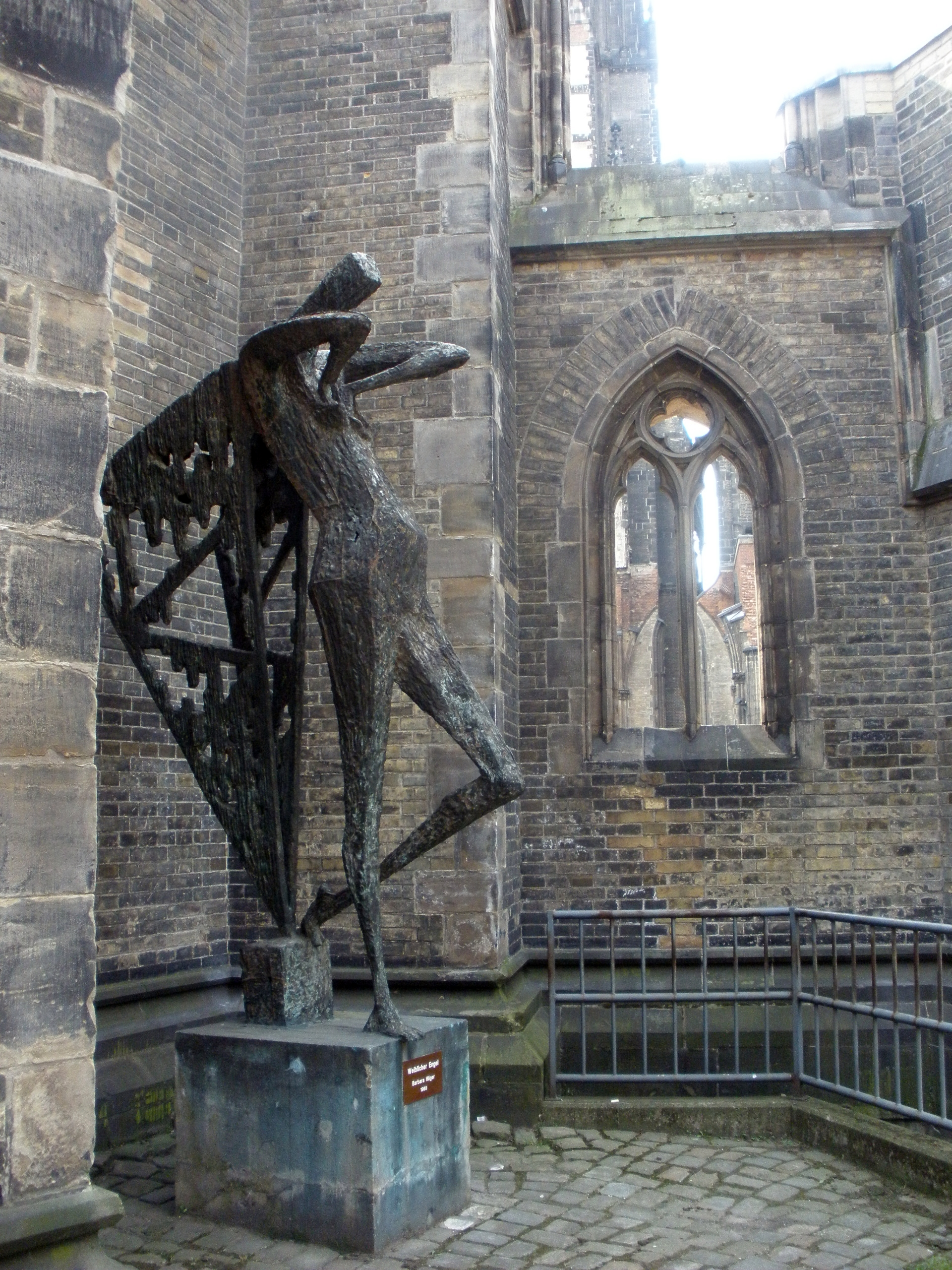
Weiblicher Engel, 1960, seit 1970 am Mahnmal Ehemalige Hauptkirche St. Nikolai (Hamburg)
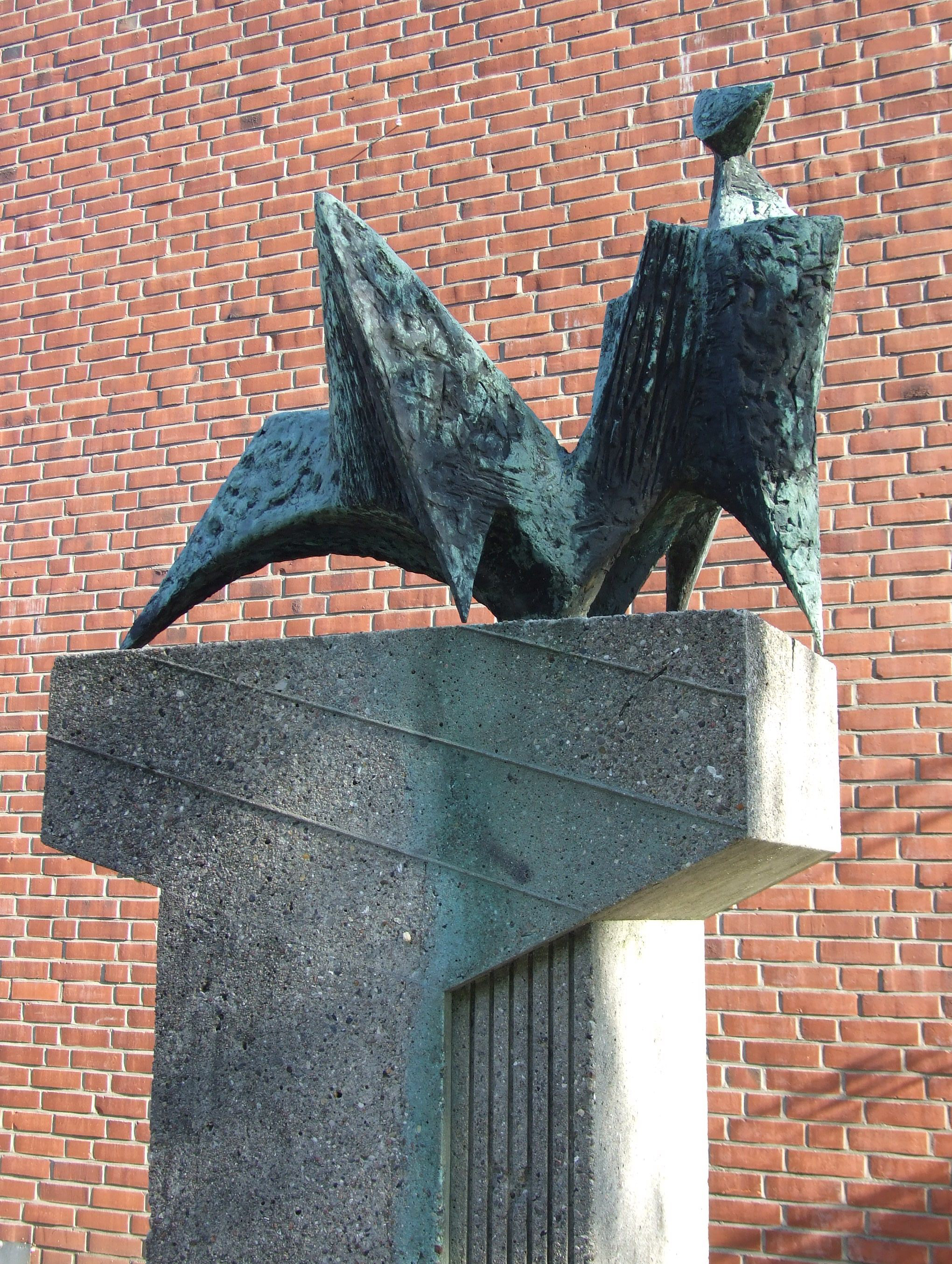
Liegende, 1961, vor der Grundschule Molkenbuhrstraße in Hamburg-Stellingen
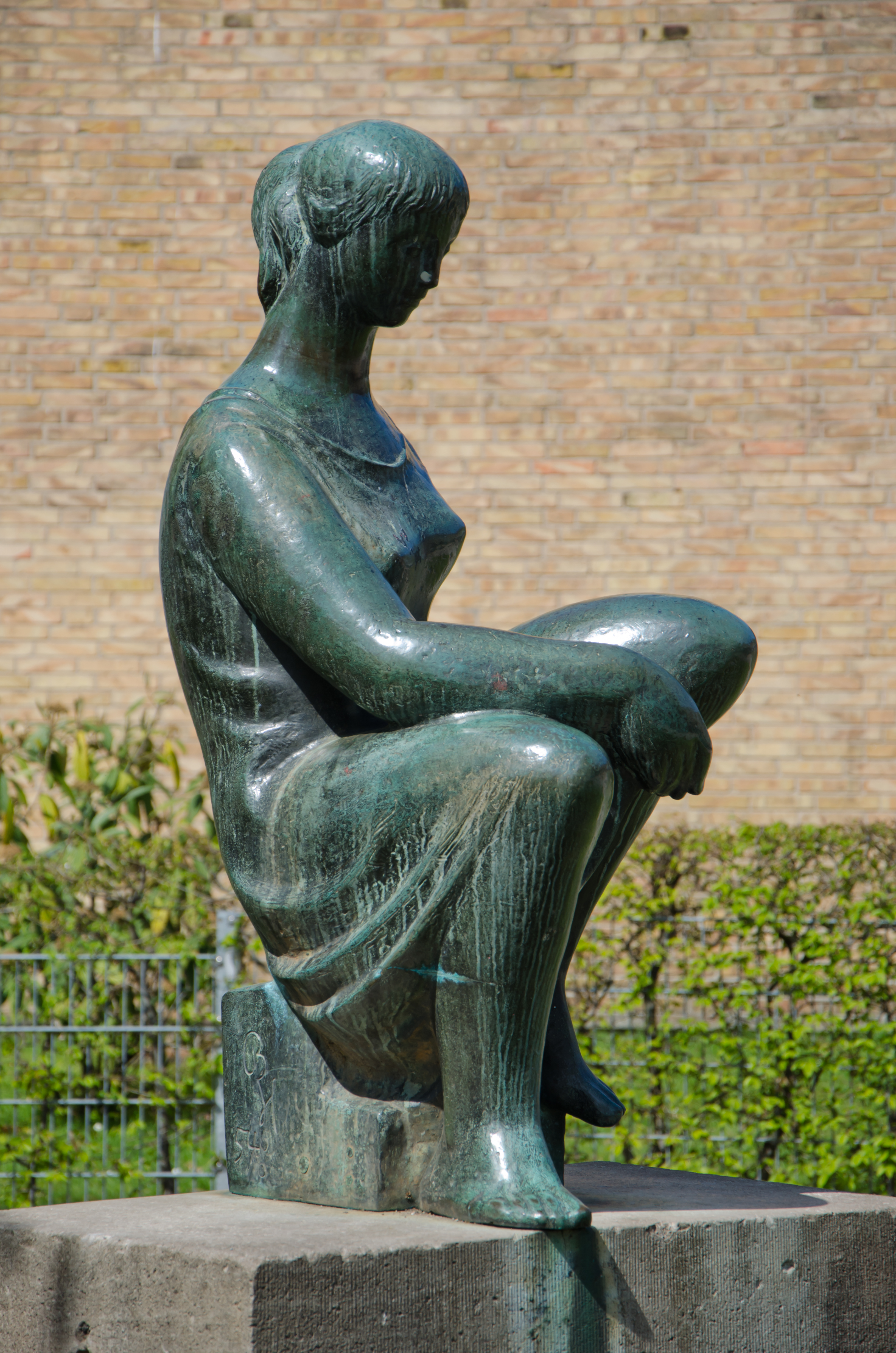
Sitzende, 1954, am Alten Teichweg Hamburg-Dulsberg
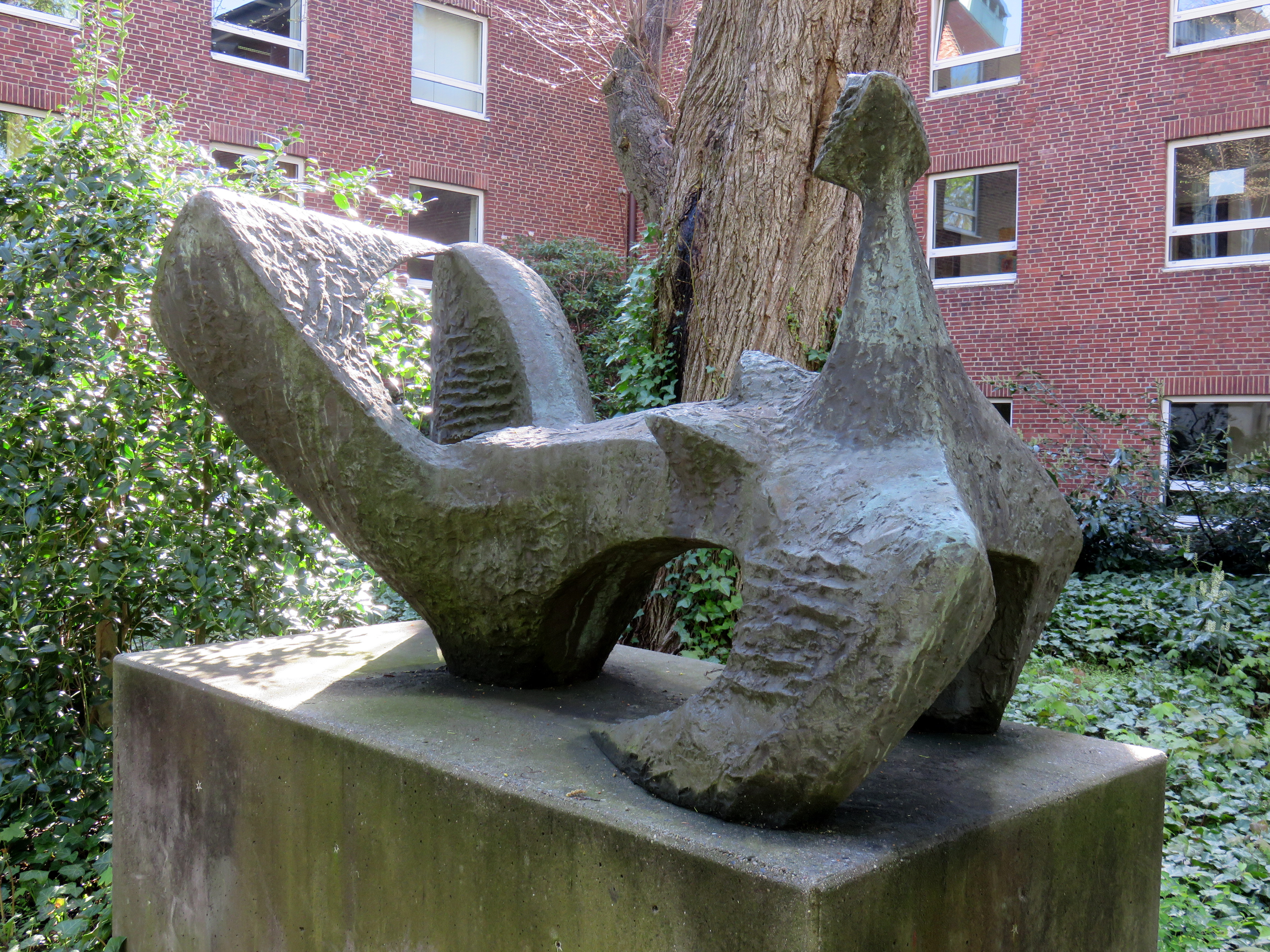
Große Liegende, 1967, Universitätsklinikum Hamburg-Eppendorf
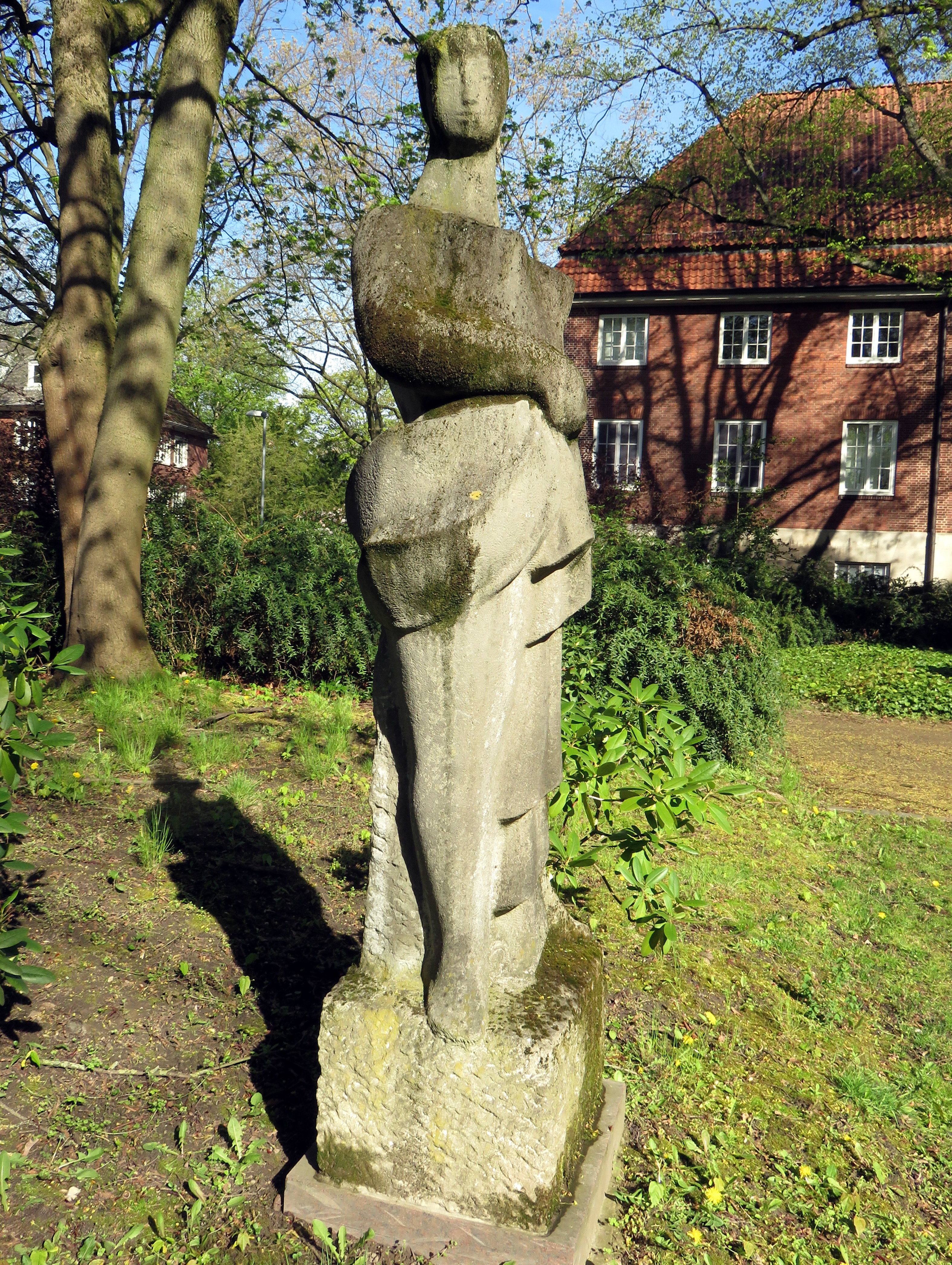
Große Stehende, 1968, Universitätsklinikum Hamburg-Eppendorf